# Aero Slovakia
Aero Slovakia és una companyia d'aviació amb seu a Eslovàquia que ofereix una gamma de serveis d'aviació, incloent operacions de taxi aeri. La companyia té la seu central als terrenys de l'aeroport de Nitra a Nitra. Va sere fundada el 1992.
La línia aèria empra a 20 persones, sota el comandament de Lubomir Kovacik.

## Flota
La flota de la línia aèria comprèn 34 avions, entre ells:
- Antonov An-2
- Cessna 150
- Cessna 152
- Cessna 172
- Zlín Z37A "Čmelák"
- Zlín Z137 Turbo
- Zlín Z42
- Zlín Z43